# Edmund Gibson Ross

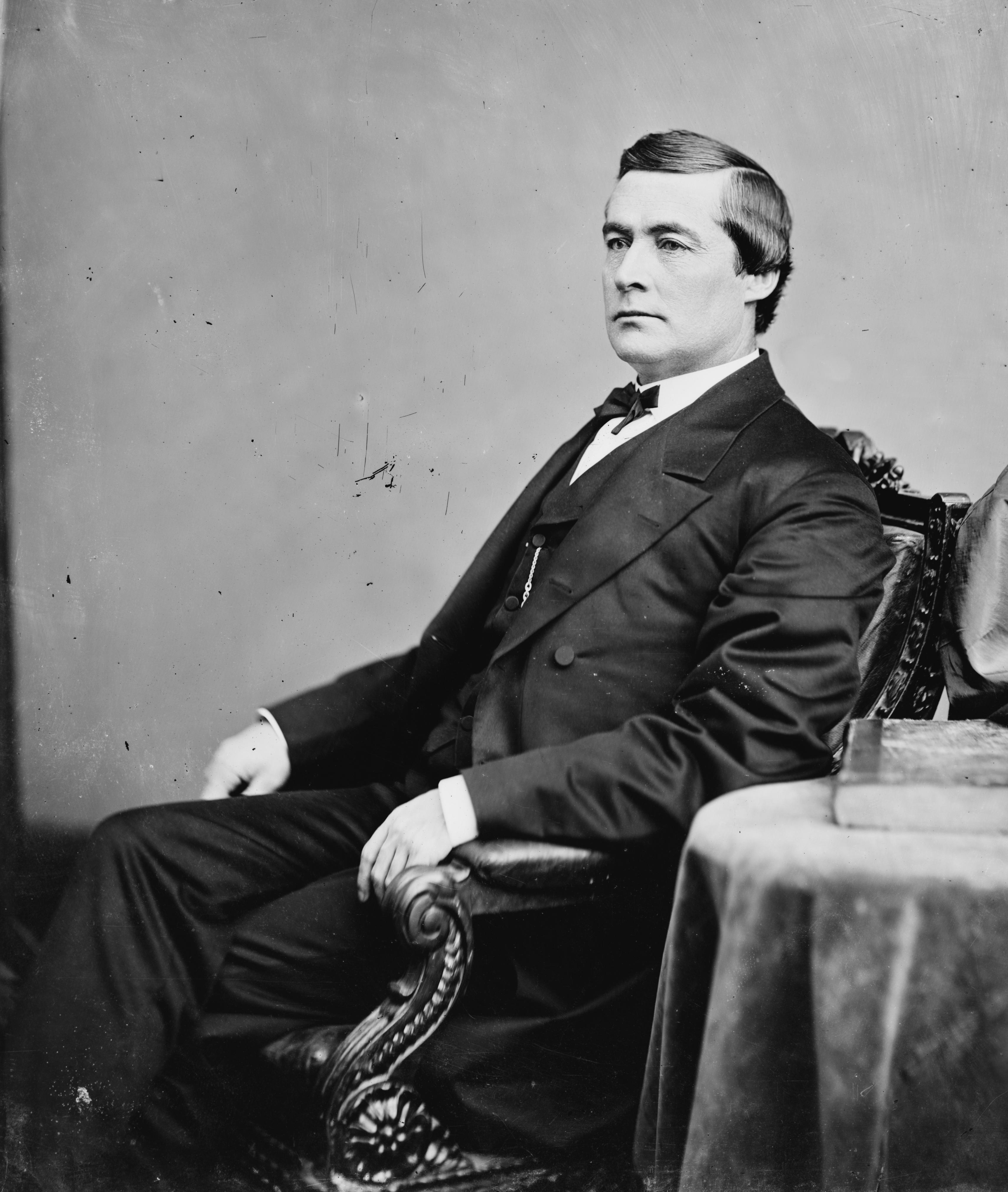
Edmund Gibson Ross

Edmund Gibson Ross (* 7. Dezember 1826 in Ashland, Ohio; † 8. Mai 1907 in Albuquerque, New-Mexico-Territorium) war ein US-amerikanischer Politiker und von 1885 bis 1889 Gouverneur des New-Mexico-Territoriums. Er wurde vor allem dadurch bekannt, dass seine Stimme im Jahr 1868 Präsident Andrew Johnson vor der Amtsenthebung bewahrte.

## Frühe Jahre und politischer Aufstieg
Edmund Ross absolvierte eine Lehre im Druckereigewerbe in Sandusky. Danach stieg er in das Zeitungsgeschäft ein. Nach einem Umzug nach Milwaukee in Wisconsin im Jahr 1849 arbeitete er für die Zeitung „Milwaukee Sentinel“. Im Jahr 1856 zog er nach Topeka im damaligen Kansas-Territorium. Dort unterstützte er mit Hilfe der Zeitung „Topeka Tribune“ mitten in den Wirren der blutigen Auseinandersetzungen zwischen den Anhängern des Nordens und des Südens die Partei der Nordstaatler. Im Jahr 1859 gründete er mit dem „Kansas State Report“ eine weitere Zeitung.
Zwischen 1859 und 1861 war der Republikaner Ross Mitglied der verfassungsgebenden Versammlung von Kansas. Außerdem wurde er Direktor einer Eisenbahngesellschaft. Zwischen 1862 und 1865 nahm er am Amerikanischen Bürgerkrieg teil. In der Armee der Union stieg er dabei vom einfachen Soldaten bis zum Major auf. Nach dem Krieg war er zunächst wieder im Zeitungsgeschäft tätig.

## Das Amtsenthebungsverfahren gegen Präsident Johnson
Im Jahr 1866 wurde Edmund Ross nach dem Suizid des Senators James Henry Lane als Vertreter von Kansas in den US-Senat entsandt. Dort verblieb er zwischen 1866 und 1871. In diese Zeit fiel das von den radikalen Republikanern eingeleitete Amtsenthebungsverfahren gegen Präsident Andrew Johnson. Hintergrund dieses Verfahrens waren politische Differenzen um die Reconstruction-Politik. Ähnlich wie der ermordete Präsident Abraham Lincoln vertrat Präsident Johnson eine eher liberale und gemäßigte Politik gegenüber den geschlagenen Südstaaten. Die radikalen Republikaner wollten eine harte Politik der Bestrafung, bei der sie auch Vorteile für die Wirtschaft und Industrie der Nordstaaten im Auge hatten. Einer ihrer Anführer war Kriegsminister Edwin M. Stanton, den Johnson ohne Zustimmung des Senats entlassen hatte. Dies sah aber der 1867 erlassene (später wieder aufgehobene) Tenure of Office Act vor.
Mit ihrer Mehrheit in der Legislative versuchten nun die radikalen Republikaner, Präsident Johnson seines Amtes zu entheben. Nachdem sechs Abgeordnete ihrer eigenen Partei diesem Plan bereits ihre Zustimmung verweigert hatten, hatten sie nur noch eine einzige Stimme Vorsprung, um die nötige Mehrheit für die Absetzung des Präsidenten zu erreichen. In dieser Situation entschied sich Edmund Ross, ebenfalls für den Präsidenten zu stimmen. Damit rettete er Johnsons noch bis März 1869 andauernde Präsidentschaft. Gleichzeitig machte er sich bei seiner Partei aber auch viele Feinde. Stanton musste nun sein Amt aufgeben und Ross wurde 1870 nicht mehr in den Senat gewählt. Die meisten Historiker sind sich heute einig, dass Ross die richtige Entscheidung getroffen hat, da die Anklage gegen den Präsidenten politisch motiviert war und ihm kein Vergehen gegen die Verfassung vorzuwerfen war. Die Motive für das Verhalten von Ross sind aber umstritten. Einige Historiker glauben, er habe sich von seinem Abstimmungsverhalten Vorteile durch ein Entgegenkommen Johnsons versprochen. Andere Historiker unterstellen ihm einfach eine ehrliche Haltung, indem sie annehmen, er habe die Unrechtmäßigkeit der Anklage erkannt. Zu letzteren gehört auch John F. Kennedy, der Ross 1956 in seinem mit dem Pulitzerpreis ausgezeichneten Buch „Profiles in Courage“ als mutigen Senator erwähnt.

## Weiterer Lebenslauf
Nach seiner gescheiterten Wiederwahl in den US-Senat wandte sich Ross zunächst wieder dem Zeitungsgeschäft zu. Nach vielen Anfeindungen aus den Reihen der Republikanischen Partei, die mit seinem Verhalten im Verfahren gegen Präsident Johnson zusammenhingen, nährte er sich mehr und mehr den Demokraten an. Zwischen 1871 und 1893 war er Herausgeber einiger Zeitungen. Im Jahr 1880 kandidierte er erfolglos für die Demokratische Partei für das Amt des Gouverneurs von Kansas. Im Jahr 1872 zog er nach Albuquerque im New-Mexico-Territorium. Auch dort war er zunächst im Zeitungsgeschäft tätig. Im Jahr 1885 wurde er von Präsident Grover Cleveland zum neuen Territorialgouverneur in diesem Gebiet ernannt. Dieses Amt übte er vier Jahre lang bis 1889 aus. Er blieb auch nach seiner Zeit als Gouverneur in New Mexico und starb 1907 in Albuquerque.